# Фаа ди Бруно (род)
Фаа ди Бруно (на италиански: Faà di Bruno) е италианско благородническо семейство, присъстващо в Асти, Казале и Алесандрия, Северна Италия, което дава графовете (по-късно маркизи) на Бруно. През 1703 г. графовете на Карентино са добавени към семейството.

## История и представители
Семейството пристига в Казале от Виняле около XVI век с Томазо Фаа, който е секретар на Сената на Монферат. Братята Ардичино и Ортензио купуват замъка Бруно близо до Акуи и са направени съгосподари на Бруно.
По-късно видни членове на семейството включват:
- Джовани Матео Фаа ди Бруно (ок. 1570 – ?), известен музикант от Казале, който публикува две книги с мадригали и вечерни, псалми и др. на Magnificat.[3] Той направен първи граф на Бруно през 1588 г.
- Камила Фаа ди Бруно (ок.1599 – 1662), красавица, омъжена тайно, за кратко и морганатично за Фердинандо Гонзага, херцог на Мантуа и Монферат. Нейните мемоари са описани като първата прозаична автобиография, написана от италианка.
- Фердинандо Фаа ди Бруно, става първият маркиз на Бруно, когато графството е издигнато в маркграфство на 31 март 1652 г.
- Ортензио Фаа ди Бруно (? – 1709), свещеник в Карентино
- Антонино Фаа ди Бруно (1762 – 10 ноември 1829), граф на Карентино, епископ на Асти
- Алесандро Фаа ди Бруно (1809 – 1891), член на Академията по земеделие в Торино[4] новатор в областта на селското стопанство. Неговото имение е едно от най-големите в областите Алесандрия и Акуи и той експериментира със саагабан като заместваща култура на картофите.
- Емилио Фаа ди Бруно (1820 – 1866), офицер от Кралския флот. Като командир на бронираната фрегата Re d'Italia загива в битката при Лиса по време на Третата италианска война за независимост.
- Блажени Франческо Фаа ди Бруно (1825 – 1888), брат на Емилио и математик и свещеник. Той е най-известен с формулата на Фаа ди Бруно.
- Антонино Фаа ди Бруно (1910 – 1981), генерал от Италианската армия и актьор, се появява в някои филми на Лучано Салче („Вторият трагичен Фантоци“), Пиер Паоло Пазолини („Кочина“), Федерико Фелини („Амаркорд“) и Луиджи Коменчини („Неделната жена“).